# Ed (filme)
Ed - Um Macaco Muito Louco é um filme norte-americano de 1996, dos gêneros comédia e esporte, estrelado por Matt LeBlanc.

## Elenco
- Matt LeBlanc - Jack "Deuce" Cooper
- Jayne Brook - Lydia
- Doren Fein - Elizabeth "Liz"
- Jack Warden - Chubb
- Bill Cobbs - Tipton
- Jim Caviezel - Dizzy Anderson
- Jim O'Heir - Art
- Gene Ross - Red
- Steve Eastin - Técnico dos Tubarõe's
- Richard Gant - Árbitro dos Tubarõe's
- Brad Hunt - Carnie